# サエキけんぞう
サエキ けんぞう（1958年7月28日 - ）は、日本のミュージシャン、作詞家、音楽プロデューサー。
千葉県市川市出身。
本名は佐伯 健三（読み同じ）。当初は漢字表記でミュージシャン活動をしていたが、画数占いにより、カタカナ・ひらかな表記に変更。
1983年に結成された日本のロックユニット、パール兄弟のボーカルとして活動。作詞家として数々のアーティストに詞を提供している。

## 来歴
小学生の頃からロック・マニアとなり、小学5年からディスクユニオンに入り浸った。
千葉大学教育学部附属中学校に進学。はっぴいえんどのコンサートに行き、大きな影響を受ける。
千葉県立千葉高等学校に進学。高校時代に、比賀江・石原らと、メンバー非固定のバンド少年・ホームランズを結成。のちにハルメンズに参加する上野耕路（同じ高校の1年後輩）もサポートメンバーとして参加する。
1978年 - 1年の浪人ののち、徳島大学歯学部に入学。
1980年 - 大学を休学し、ハルメンズ（メンバーはサエキの他、上野耕路、比賀江隆男、泉水敏郎、石原智広）のボーカリストとしてアルバム『ハルメンズの近代体操』でデビュー。デビュー後すぐ、上野がゲルニカの結成に動くなどして、ハルメンズの活動は停滞する。
1982年 - 戸川純、野宮真貴を加え、解散ライブ「ハルメンズの伝説」を目黒鹿鳴館で行う。
1983年 - 窪田晴男、中原信雄らとパール兄弟を結成する。
1985年 - 徳島大学歯学部を卒業し、日本大学松戸歯学部補綴学教室に入局（1992年頃まで在局）。
1986年 - アルバム『未来はパール』でポリドール・レコードからパール兄弟でデビュー。
1995年 - セルジュ・ゲンスブールをリスペクトするイベント「ゲンスブール・ナイト」を開始。
2003年 - フランスでソロ・アルバム『スシ頭の男』を発表。
2008年 - 『みんなのうた』（NHK）で採用された楽曲「光のゲンちゃん」作詞を担当。
2010年 - 獨協大学にて「全学総合講座・メディア社会とロック」を講義（2022年現在も講義は継続中）。
2011年 - 「ニュー ウェイヴほぼ30周年祭り」公式Ustream番組として、加藤賢崇と「けんぞう&けんそうのHELLooニューウェイヴ）」（のち「ハロニュー!」に）を開始。
2012年 - 上記講義をまとめた著書『ロックとメディア社会』にて、ミュージック・ペンクラブ音楽賞ポピュラー部門・著作出版物賞を受賞。
2015年 - 泉水敏郎、吉田仁郎らとバンド・ジョリッツを結成。
2017年 - 1月で「ハロニュー!」が中断。

## 人物・その他エピソード
- 歯科医師の免許を持っており、勤務医を務めた経験もある。矢野顕子はサエキに歯の治療をしてもらった事がある。
- 兄は青山学院大学名誉教授の佐伯真一[2]、評論家の篠原章はいとこ。
- ニュースキャスターの安藤優子は、幼稚園と小学校時代の同級生。
- 「ハルメンズ」のメンバー、比賀江隆男も同級生である。
- 中学時代の同級生に、後の「少年ホームランズ」・「ハルメンズ」の石原智広がいた。この頃、バンド・はっぴいえんどのコンサートで衝撃を受け、地元のサザンロック系のバーに入り浸る。青林堂を訪れ、長井勝一に会う。
- 2009年春よりイベント「TOgether」を継続的に主催するなど、アイドルのプロデュース活動も積極的に始める。文筆家としても活動している。

## 主な作品

### あ行
- 麻生夏子
  - Music for science&magic
- 安達祐実
  - 誓いのブリッジ
- 青木美冴
  - 夢みるハイウェイ
- 上坂すみれ
  - TRAUMAよ未来を開け!!
- うしろ髪ひかれ隊
  - 歴史的に乙女は…
  - BAB CALL
  - 予感のスコール
- 内田有紀
  - シークレットダイヤルを廻せ
- 衛藤利恵
  - 光りのトゥールーズ
- EBI
  - 水晶のアヴァロン
  - 真夏はBurn!

### か行
- 梶谷美由紀
  - Sunday Sunday（梶谷美由紀と共作）
- COLOR
  - DOUBLE OR NOTHING
  - LET IT GRIP
- GIRLS BE（豊嶋真千子/桑島法子）
  - 真夜中においでよ
- 菅野美穂
  - 太陽が好き!
- KAN
  - 東京のお嬢さん
- 久宝留理子
  - SHINING HEART
- 黒崎真音
  - 宝石のスパイ
- 桑島法子
  - エム・モア
  - ビヨンド -2005 solo Ver.-
- 小泉今日子
  - ビッチ

### さ行
- PSY・S
  - BRAND-NEW MENU
  - Another Diary
  - Woman・S
  - Lemonの勇気
  - Silver Rain
  - STAMP
- 西城秀樹
  - Rock Your Fire
  - 蒼い月の悪戯
  - Bad Angel（『MAD DOG』収録曲）
- サディスティック・ミカ・バンド
  - 脳にファイアー!
  - 薔薇はプラズマ
  - Low Life and High Heels
- 杉本直子
  - 緑野原座フライト・プラネット
- 沢田研二
  - ポラロイドGIRL
  - 世界はUp & Fall
- 鈴木さえ子
  - 恋する惑星

### た行
- 田中理恵
  - 瞳のトンネル
- 千菅春香
  - 絶滅危愚少女!
- 戸川純
  - 隣りの印度人

### な行
- 中島愛
  - TRY UNITE!
- 永田真代
  - 航海

### は行
- heath
  - Crack yourself
- VITAMIN-Q featuring ANZA
  - アンファン・テリブル
  - メタルに塗りつぶせ
  - THE ETERNAL FLASH
- V6
  - SOYOIDE 〜BREEZIN’SOUL〜
- 風雅なおと
  - FBグリッチョ賛歌
- Folder5
  - SUPERGIRL（日本語詞）
- プリンセス プリンセス
  - 少女・アマゾネス
  - AB/AC
  - くちづけは、お早めに
- 古川未鈴
  - みりかる★ファンタジー
- 細川ふみえ
  - 夢見るシャンソン人形（日本語詞）
- 堀ちえみ
  - 太陽No.1
  - 波の中のフューチャー
  - 夕焼けはひとりぼっち
  - 紅白書

### ま行
- 牧野由依
  - ダークサイドについてきて
- 観月ありさ
  - BREAK ALL DAY!（日本語詞）
- 水谷麻里
  - ウ・ラ・ラ亡命
  - あしたの黄色をつかみたい
  - ミントあじSummer Boy
  - Forever
  - 春休み
- 宮川愛
  - ひざしの奥のハッピーハート
- 村田和人
  - GIRL tHE TOY
  - Promised Girl
  - 風とコロナ
  - リアルは夏の中
  - 夢の降る浜辺
- ムーンライダーズ
  - バースディ
  - 青空のマリー（原案）
  - 犬にインタビュー（白井良明と共作）
  - 羊のトライアングル
  - HEAVY FLIGHT
  - 9月の海はクラゲの海
  - 君に青空をあげよう
  - 彼女はプレイガール
- モーニング娘。
  - 愛の種
- モーニング娘。20th
  - タネはツバサ(Wings of the Seed)
- 桃井はるこ
  - reimei ni raimei

### や行
- 山瀬まみ
  - ゴォ
  - ヒント
  - Buricco
- 吉村由美
  - 天然の美(ビューティ)
  - 強気なふたり
  - 花火

### わ行
- ワルキューレ
  - LOVE! THUNDER GLOW

### アニメソング
- それでも町は廻っている
  - メイズ参上! （歌・メイズ（紺双葉（矢澤りえか）、嵐山歩鳥（小見川千明）、辰野俊子（悠木碧）、針原春江（白石涼子））
- WORKING!!
  - SOMEONE ELSE（歌・種島ぽぷら（阿澄佳奈）、伊波まひる（藤田咲）、轟八千代（喜多村英梨））
  - ハートのエッジに挑もう Go to Heart Edge （歌・小鳥遊宗太（福山潤）、佐藤潤（小野大輔）、相馬博臣（神谷浩史））
- WORKING'!!
  - COOLISH WALK（歌・種島ぽぷら（阿澄佳奈）、伊波まひる（藤田咲）、轟八千代（喜多村英梨））
  - いつものようにLOVE&PEACE!!（歌・小鳥遊宗太（福山潤）、佐藤潤（小野大輔）、相馬博臣（神谷浩史））

## 著書
- 『This is サエキングダム』（1988年3月、白夜書房、ISBN 9784893670953）
- 『ヌードなオニオン 1983／1989 best essay』（1989年6月、河出書房新社、ISBN 4309005675）
- 『歯科医のロック』（1990年6月、角川書店、ISBN 4041839017）
- 『純情ロック病院 Rock of dentistry part2』（1991年7月、角川書店）
- 『グミちゃん』（1993年7月、パルコ出版
- 『サエキけんぞうのマニョマニョトーク』（1995年1月、河出書房新社）
- 『音楽が好きだ!』全6冊（1995年3月、ポプラ社 ISBN 9784591991015）
- 『結婚魔境』（1995年11月、ダイエックス出版 ISBN 9784886825988）
- 『恋のクスリ・アナタの詞のつくりかた』（2002年12月、実業之日本社 ISBN 9784408591803）
- 『スパムメール大賞 ネット限定恋愛革命』（2005年12月、辰巳出版 ISBN 9784777802197）
- 『さよなら!セブンティーズ』（2007年2月、ごま書房新社VM ISBN 9784341131326）
- 『ヒットの種』（2008年10月、東京ニュース通信社 ISBN 9784863360242）
- 『W100 LIVEアイドル』（サエキけんぞうプロデュース 2010年11月、シンコーミュージック・エンタテイメント）
- 『ロックとメディア社会』（2011年10月、新泉社 ISBN 9784787711113）
- 『ロックの闘い 1965−1985』(2013年11月、シンコーミュージック・エンタテイメント、ISBN 9784401638932）

### 共著
- 『ロックは好きかい?』 伊藤銀次共著 （1992年4月、青人社）
- 『東京百景』鈴木博文、伊藤ヨタロウ共著 （1994年10月、NHK出版）
- 『エッジィな男 ムッシュかまやつ』 中村俊夫共著（2017年10月、リットーミュージック

### 解説
- 『猿飛佐助』杉浦茂（1995年7月、ちくま文庫）

### WEBインタビュー
- サエキけんぞうの次世代アイドル論 - ウェイバックマシン（2011年6月11日アーカイブ分）（2010年4月、電脳サブカルマガジンOG）

## メディア出演

### テレビ番組
- AVガーデン（1987年、テレビ朝日） - 司会
- ソリトン（1996年 - 1997年、NHK総合テレビジョン） - 司会
- BSマンガ夜話『メイキン・ハッピィ』（1998年2月24日 NHK衛星第2テレビジョン） - 戸川純とともにゲスト出演
- ウキ→ビジュ（2005年 - 2009年、中京テレビ） - 司会
- 平成教育委員会（フジテレビ） - レギュラー解答者
- MUSIC JUNCTION #9・#10（2020年10月12日・26日、歌謡ポップスチャンネル）※「松本隆作詞生活50周年記念特集」とコラボ企画。リピート放送あり
- SOUND GIG（テレビ東京） - 司会

### ラジオ番組
- ジョイフルポップ「日本のロック・ポップ」（1988年4月 - 1990年3月、NHK-FM放送）
- NHKマイあさラジオサエキけんぞうの素晴らしき80’s（NHKラジオ第1放送）

### Podcast
- アフロ放送局（イオシス） - ゲスト

### 映画
- アンモナイトのささやきを聞いた（1992年）
- さよならドビュッシー（2013年） - 加納 役

## その他の活動
1993年、千葉商科大学の「経済学特殊講義」に招かれ、音楽産業（ロック業界の裏話）について話した。なお、この科目の担当教官は従兄弟の篠原章であった。